# لو فيغارو
لو فيغارو (بالفرنسية Le Figaro) هي صحيفة يومية فرنسية ليبيرالية محافظة، يتم تحريرها في باريس، تعتبر إلى جانب صحيفة لوموند الفرنسية أحد أهم صحف الرأي الفرنسية. تأسست في 15 يناير1826.